# Gorodok (Tomsk)
Gorodok (en rus: Городок) és un poble de l'óblast de Tomsk, a Rússia, que el 2015 tenia 23 habitants.